# Henri Charles de La Trémoille

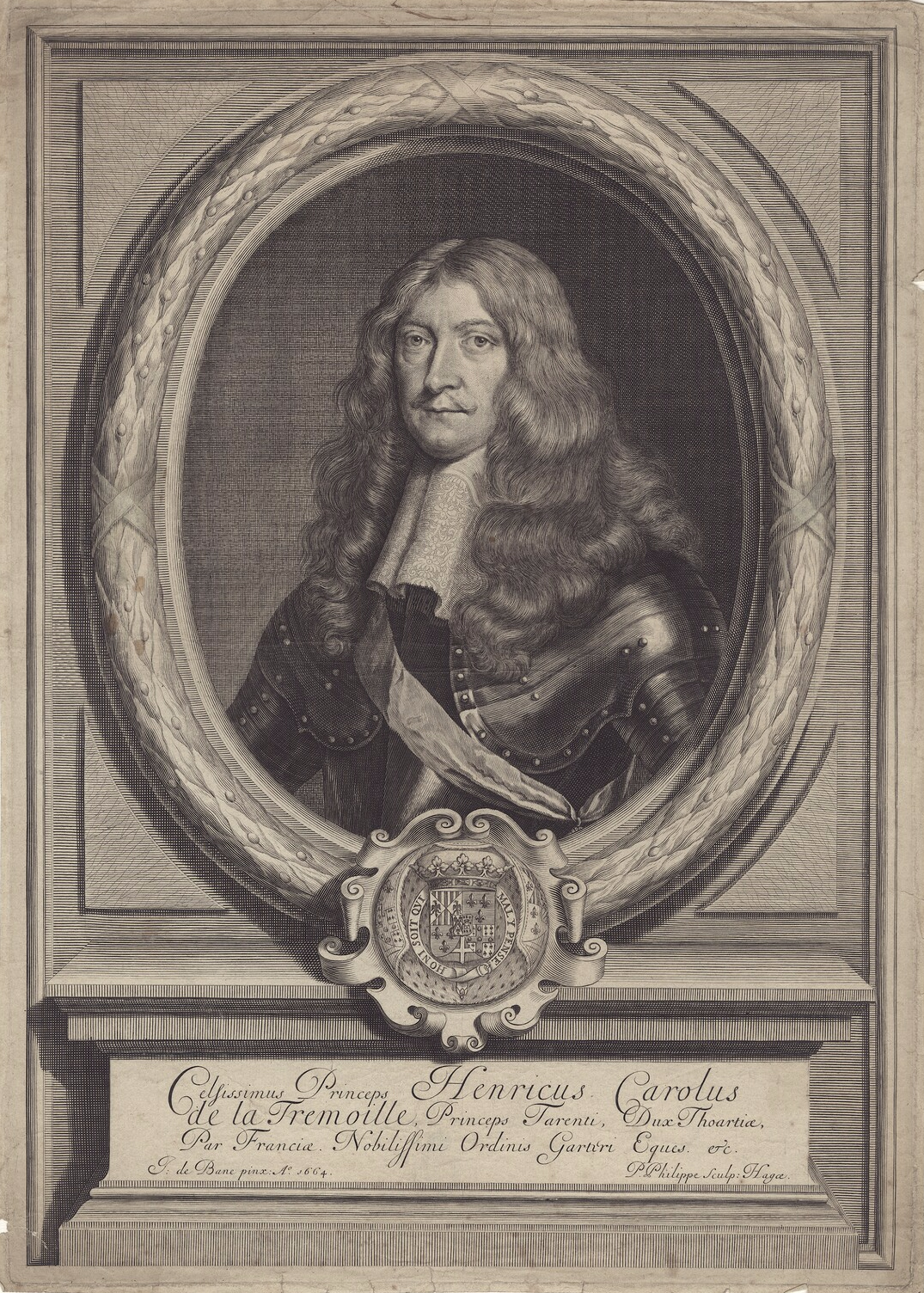
Henri Charles de La Trémoille

Henri Charles de La Trémoille (Thouars, 17 dicembre 1620 – Thouars, 14 settembre 1672) era il figlio di Henri de La Trémoille, duc of Thouars e di La Trémoille, e di sua moglie, Marie de La Tour d'Auvergne.

## Biografia
Nel 1628, il padre di La Trémoille, Henri III of Trémoïlle, convertì se stesso ed i figli al cattolicesimo, ma la madre di La Trémoille lo convinse a riconvertirsi al protestantesimo quando raggiunse la maggiore età. Nel 1638, si arruolò nell'esercito di suo zio, Federico Enrico, Principe d'Orange.
Nell'ottobre 1651, durante la Fronda, affrontò il Cardinale Mazzarino ed appoggiò Condé apertamente. Di conseguenza, nel 1656 fu imprigionato ad Amiens. La madre di La Trémoille ottenne il suo rilascio dopo diversi mesi di prigionia. Fu poi relegato a Poitou ed in seguito tornò a servire nei Paesi Bassi. Nel 1668, ritornò dai Paesi Bassi per gestire gli affari del ducato di Thouars poiché il padre era indebolito dalla gotta, e si riconvertì nuovamente al cattolicesimo, togliendo i figli alla moglie che era fuggita nei Paesi Bassi. Morì due anni prima di suo padre nel 1672; fu quindi suo figlio maggiore, Charles, che successe come terzo duca di Thouars.

## Matrimonio e discendenza
Henri Charles sposò, il 15 maggio 1648 a Kassel, Emilia (1626–1693), figlia del Langravio Guglielmo V d'Assia-Kassel e di sua moglie Amalia Elisabetta di Hanau-Münzenberg, con la quale ebbe i seguenti figli:
- Charlotte Emilie (1652–1732)
∞ 1680 Graf Anton von Aldenburg (1633–1681)
- Charles Belgique (1655–1709), Duca di Thouars
∞ 1675 Madeleine de Crequy († 1707)
- Frédéric-Guillaume (1658–1738), principe de Talmont
∞ 1707 Elisabeth Anne de Bouillon
- Henriette-Célèste (* 1662; † giovane)
- Marie-Sylvie (1662–1692)

## Ascendenza
|                                           |                                        |                                             | Genitori                                  |  |  | Nonni |  |  | Bisnonni                     |  |  | Trisnonni                       |  |
|                                           |                                        |                                             |                                           |  |  |       |  |  | 8. Louis III de La Trémoille |  |  | 16. François II de La Trémoille |  |
|                                           |                                        |                                             |                                           |  |  |       |  |  | 8. Louis III de La Trémoille |  |  | 16. François II de La Trémoille |  |
|                                           |                                        | 17. Anne de Laval                           |                                           |  |  |       |  |  | 8. Louis III de La Trémoille |  |  |                                 |  |
| 4. Claude de La Trémoille                 |                                        |                                             |                                           |  |  |       |  |  | 8. Louis III de La Trémoille |  |  |                                 |  |
|                                           |                                        | 9. Jeanne de Montmorency                    | 18. Anne de Montmorency                   |  |  |       |  |  |                              |  |  |                                 |  |
|                                           |                                        | 9. Jeanne de Montmorency                    | 18. Anne de Montmorency                   |  |  |       |  |  |                              |  |  |                                 |  |
|                                           |                                        | 9. Jeanne de Montmorency                    | 19. Maddalena di Savoia                   |  |  |       |  |  |                              |  |  |                                 |  |
| 2. Henri de La Trémoille                  |                                        | 9. Jeanne de Montmorency                    |                                           |  |  |       |  |  |                              |  |  |                                 |  |
|                                           |                                        | 10. Willem I van Oranje                     | 20. Willem I van Nassau-Dillenburg        |  |  |       |  |  |                              |  |  |                                 |  |
|                                           |                                        | 10. Willem I van Oranje                     | 20. Willem I van Nassau-Dillenburg        |  |  |       |  |  |                              |  |  |                                 |  |
|                                           |                                        | 10. Willem I van Oranje                     | 21. Juliana zu Stolberg                   |  |  |       |  |  |                              |  |  |                                 |  |
| 5. Charlotte Brabantina van Oranje-Nassau |                                        | 10. Willem I van Oranje                     |                                           |  |  |       |  |  |                              |  |  |                                 |  |
|                                           |                                        | 11. Charlotte de Bourbon-Montpensier        | 22. Louis III de Montpensier              |  |  |       |  |  |                              |  |  |                                 |  |
|                                           |                                        | 11. Charlotte de Bourbon-Montpensier        | 22. Louis III de Montpensier              |  |  |       |  |  |                              |  |  |                                 |  |
|                                           |                                        | 11. Charlotte de Bourbon-Montpensier        | 23. Jacqueline de Longwy                  |  |  |       |  |  |                              |  |  |                                 |  |
| 1. Henri Charles de La Trémoille          |                                        | 11. Charlotte de Bourbon-Montpensier        |                                           |  |  |       |  |  |                              |  |  |                                 |  |
|                                           | 12. François III de La Tour d'Auvergne | 24. François II de La Tour                  |                                           |  |  |       |  |  |                              |  |  |                                 |  |
|                                           | 12. François III de La Tour d'Auvergne | 24. François II de La Tour                  |                                           |  |  |       |  |  |                              |  |  |                                 |  |
|                                           | 12. François III de La Tour d'Auvergne | 25. Anne de La Tour d'Auvergne              |                                           |  |  |       |  |  |                              |  |  |                                 |  |
| 6. Henri de La Tour d'Auvergne            | 12. François III de La Tour d'Auvergne |                                             |                                           |  |  |       |  |  |                              |  |  |                                 |  |
|                                           |                                        | 13. Eléonore de Montmorency                 | 26. Anne de Montmorency (= 18)            |  |  |       |  |  |                              |  |  |                                 |  |
|                                           |                                        | 13. Eléonore de Montmorency                 | 26. Anne de Montmorency (= 18)            |  |  |       |  |  |                              |  |  |                                 |  |
|                                           |                                        | 13. Eléonore de Montmorency                 | 27. Maddalena di Savoia (= 19)            |  |  |       |  |  |                              |  |  |                                 |  |
| 3. Marie de La Tour d'Auvergne            |                                        | 13. Eléonore de Montmorency                 |                                           |  |  |       |  |  |                              |  |  |                                 |  |
|                                           |                                        | 14. Willem I van Oranje (= 10)              | 28. Willem I van Nassau-Dillenburg (= 20) |  |  |       |  |  |                              |  |  |                                 |  |
|                                           |                                        | 14. Willem I van Oranje (= 10)              | 28. Willem I van Nassau-Dillenburg (= 20) |  |  |       |  |  |                              |  |  |                                 |  |
|                                           |                                        | 14. Willem I van Oranje (= 10)              | 29. Juliana zu Stolberg (= 21)            |  |  |       |  |  |                              |  |  |                                 |  |
| 7. Elisabeth van Oranje-Nassau            |                                        | 14. Willem I van Oranje (= 10)              |                                           |  |  |       |  |  |                              |  |  |                                 |  |
|                                           |                                        | 15. Charlotte de Bourbon-Montpensier (= 11) | 30. Louis III de Montpensier (= 22)       |  |  |       |  |  |                              |  |  |                                 |  |
|                                           |                                        | 15. Charlotte de Bourbon-Montpensier (= 11) | 30. Louis III de Montpensier (= 22)       |  |  |       |  |  |                              |  |  |                                 |  |
|                                           |                                        | 15. Charlotte de Bourbon-Montpensier (= 11) | 31. Jacqueline de Longwy (= 23)           |  |  |       |  |  |                              |  |  |                                 |  |
|                                           |                                        | 15. Charlotte de Bourbon-Montpensier (= 11) |                                           |  |  |       |  |  |                              |  |  |                                 |  |